# Добуток графів
Добуток графів - це бінарна операція на графах. Конкретніше, це операція, яка двом графам G1 і G2 ставить у відповідність граф H з такими властивостями:
- Множина вершин графу H - це прямий добуток V(G1) × V(G2), де V(G1) і V(G2) є множинами вершин G1 і G2 відповідно.
- Дві вершини (u1, u2) і (v1, v2) графу H з'єднані ребром тоді і тільки тоді, коли вершини u1, u2, v1, v2 задовольняють певним умовам, що відповідають типу добутку (див. нижче).

## Види добутків
У таблиці наведено найуживаніші добутки графів. Позначення: {\displaystyle \sim } означає «з'єднані ребром» і {\displaystyle \not \sim } означає «не з'єднані ребром». Символи операцій, наведені нижче, не завжди стандартизовані, особливо в ранніх роботах.
| Назва                                                                      | Умова для ({\displaystyle u_{1}}, {\displaystyle u_{2}}) ∼ ({\displaystyle v_{1}}, {\displaystyle v_{2}}) | Розміри | Приклад     |
| -------------------------------------------------------------------------- | --- | --- | ----------- |
| Декартів добуток {\displaystyle G\square H}                                | ( {\displaystyle u_{1}} = {\displaystyle v_{1}} і {\displaystyle u_{2}} {\displaystyle \sim } {\displaystyle v_{2}} ) або ( {\displaystyle u_{1}} {\displaystyle \sim } {\displaystyle v_{1}} і {\displaystyle u_{2}} = {\displaystyle v_{2}} ) | {\displaystyle G_{V_{1},E_{1}}\square H_{V_{2},E_{2}}\rightarrow J_{(V_{1}V_{2}),(E_{2}V_{1}+E_{1}V_{2})}}               |             |
| Тензорний добуток (категорійний добуток) {\displaystyle G\times H}         | {\displaystyle u_{1}} {\displaystyle \sim } {\displaystyle v_{1}} і {\displaystyle u_{2}} {\displaystyle \sim } {\displaystyle v_{2}} | {\displaystyle G_{V_{1},E_{1}}\times H_{V_{2},E_{2}}\rightarrow J_{(V_{1}V_{2}),(2E_{1}E_{2})}}                          |             |
| Лексикографічний добуток {\displaystyle G\cdot H} або {\displaystyle G[H]} | u1 ∼ v1 або ( u1 = v1 і u2 ∼ v2 ) | {\displaystyle G_{V_{1},E_{1}}\cdot H_{V_{2},E_{2}}\rightarrow J_{(V_{1}V_{2}),(E_{2}V_{1}+E_{1}V_{2}^{2})}}             |             |
| Сильний добуток (нормальний добуток) {\displaystyle G\boxtimes H}          | ( u1 = v1 і u2 ∼ v2 ) або ( u1 ∼ v1 і u2 = v2 ) або ( u1 ∼ v1 і u2 ∼ v2 ) | {\displaystyle G_{V_{1},E_{1}}\boxtimes H_{V_{2},E_{2}}\rightarrow J_{(V_{1}V_{2}),(V_{1}E_{2}+V_{2}E_{1}+2E_{1}E_{2})}} |             |
| Конормальний добуток (диз'юнктний добуток) {\displaystyle G*H}             | u1 ∼ v1 або u2 ∼ v2 | |             |
| Модулярний добуток                                                         | {\displaystyle (u_{1}\sim v_{1}} і {\displaystyle u_{2}\sim v_{2})} або {\displaystyle (u_{1}\not \sim v_{1}} і {\displaystyle u_{2}\not \sim v_{2})}                                                                                           | |             |
| Кореневий добуток                                                          | див. статтю | {\displaystyle G_{V_{1},E_{1}}\cdot H_{V_{2},E_{2}}\rightarrow J_{(V_{1}V_{2}),(E_{2}V_{1}+E_{1})}}                      |             |
| Добуток Кронекера                                                          | див. статтю | див. статтю | див. статтю |
| Зигзаг-добуток                                                             | див. статтю | див. статтю | див. статтю |
| Замінювальний добуток                                                      | | |             |
| Гомоморфний добуток {\displaystyle G\ltimes H}                             | {\displaystyle (u_{1}=v_{1})} або {\displaystyle (u_{1}\sim v_{1}} і {\displaystyle u_{2}\not \sim v_{2})} | |             |

У загальному випадку добуток графів визначається будь-якою умовою для (u1, u2) ∼ (v1, v2), яку можна виразити в термінах тверджень u1 ∼ v1, u2 ∼ v2, u1 = v1 і u2 = v2.

## Мнемоніка
Нехай {\displaystyle K_{2}} - повний граф з двома вершинами (тобто одне ребро). Добутки графів {\displaystyle K_{2}\square K_{2}}, {\displaystyle K_{2}\times K_{2}}, і {\displaystyle K_{2}\boxtimes K_{2}} виглядають так, як знак операції множення. Наприклад, {\displaystyle K_{2}\square K_{2}} є циклом довжини 4 (квадрат), а {\displaystyle K_{2}\boxtimes K_{2}} є повним графом з чотирма вершинами.
Нотація {\displaystyle G[H]} для лексикографічного добутку нагадує, що добуток не комутативний.